# Malaysian Open 2009 - Qualificazioni singolare
Le qualificazioni del singolare  del Malaysian Open 2009 sono state un torneo di tennis preliminare per accedere alla fase finale della manifestazione. I vincitori dell'ultimo turno sono entrati di diritto nel tabellone principale. In caso di ritiro di uno o più giocatori aventi diritto a questi sono subentrati i lucky loser, ossia i giocatori che hanno perso nell'ultimo turno ma che avevano una classifica più alta rispetto agli altri partecipanti che avevano comunque perso nel turno finale.
Le qualificazioni del torneo Malaysian Open  2009 prevedevano 16 partecipanti di cui 4 sono entrati nel tabellone principale.

## Teste di serie
1. Brendan Evans (Qualificato)
2. Michail Kukuškin (Qualificato)
3. Michael Yani (Qualificato)
4. Rohan Bopanna (Qualificato)

1. Jun Woong-sun (ultimo turno)
2. Aisam-ul-Haq Qureshi (ultimo turno)
3. Mariusz Fyrstenberg (primo turno)
4. Scott Lipsky (primo turno)

## Qualificati
1. Brendan Evans
2. Michail Kukuškin

1. Michael Yani
2. Rohan Bopanna

## Tabellone

### Legenda
| - Q = Qualificato - WC = Wild card - LL = Lucky loser | - ALT = Alternate - SE = Special Exempt - PR = Protected Ranking | - w/o = Walkover - r = Ritirato - d = Squalificato |

### Sezione 1
|  | Primo turno | Primo turno                | Primo turno                | Primo turno | Primo turno |  |  | Ultimo turno | Ultimo turno  | Ultimo turno | Ultimo turno | Ultimo turno |  |
|  |             |                            |                            |             |             |  |  |              |               |              |              |              |  |
|  | 1           | Brendan Evans              | Brendan Evans              | 6           | 6           |  |  |              |               |              |              |              |  |
|  |             | Mohammed-Faizal Bin Othman | Mohammed-Faizal Bin Othman | 0           | 0           |  |  | 1            | Brendan Evans | 4            | 6            | 6            |  |
|  | 5           | Jun Woong-sun              | Jun Woong-sun              | 7           | 6           |  |  | 5            | Jun Woong-sun | 6            | 4            | 3            |  |
|  |             | Mohamed Nazim Khan         | Mohamed Nazim Khan         | 5           | 2           |  |  |              |               |              |              |              |  |

### Sezione 2
|  | Primo turno | Primo turno             | Primo turno             | Primo turno | Primo turno |  |  | Ultimo turno | Ultimo turno         | Ultimo turno         | Ultimo turno | Ultimo turno |  |
|  |             |                         |                         |             |             |  |  |              |                      |                      |              |              |  |
|  | 2           | Michail Kukuškin        | Michail Kukuškin        | 6           | 6           |  |  |              |                      |                      |              |              |  |
|  |             | Abd-Hazli Bin Zainuddin | Abd-Hazli Bin Zainuddin | 2           | 2           |  |  | 2            | Michail Kukuškin     | Michail Kukuškin     | 7            | 6            |  |
|  | 6           | Aisam-ul-Haq Qureshi    | Aisam-ul-Haq Qureshi    | 6           | 6           |  |  | 6            | Aisam-ul-Haq Qureshi | Aisam-ul-Haq Qureshi | 63           | 2            |  |
|  |             | Khevan Somasundram      | Khevan Somasundram      | 1           | 1           |  |  |              |                      |                      |              |              |  |

### Sezione 3
|  | Primo turno | Primo turno  | Primo turno  | Primo turno | Primo turno |  |  | Ultimo turno | Ultimo turno | Ultimo turno | Ultimo turno | Ultimo turno |  |
|  |             |              |              |             |             |  |  |              |              |              |              |              |  |
|  | 3           | Michael Yani | Michael Yani | 6           | 6           |  |  |              |              |              |              |              |  |
|  |             | Stephen Huss | Stephen Huss | 2           | 2           |  |  | 3            | Michael Yani | 4            | 6            | 6            |  |
|  |             | Scott Lipsky | Scott Lipsky | 6           | 6           |  |  |              | Scott Lipsky | 6            | 3            | 3            |  |
|  | 8           | Adam Jaya    | Adam Jaya    | 2           | 2           |  |  |              |              |              |              |              |  |

### Sezione 4
|  | Primo turno | Primo turno            | Primo turno            | Primo turno | Primo turno |  |  | Ultimo turno | Ultimo turno        | Ultimo turno        | Ultimo turno | Ultimo turno |  |
|  |             |                        |                        |             |             |  |  |              |                     |                     |              |              |  |
|  | 4           | Rohan Bopanna          | Rohan Bopanna          | 6           | 6           |  |  |              |                     |                     |              |              |  |
|  |             | Kanagaraj Balakrishnan | Kanagaraj Balakrishnan | 2           | 0           |  |  | 4            | Rohan Bopanna       | Rohan Bopanna       | 7            | 6            |  |
|  |             | Mariusz Fyrstenberg    | 6                      | 5           | 7           |  |  |              | Mariusz Fyrstenberg | Mariusz Fyrstenberg | 5            | 1            |  |
|  | 7           | Yew-Ming Si            | 4                      | 7           | 6(1)        |  |  |              |                     |                     |              |              |  |